# Geilo
Geilo is een stadje in de provincie Buskerud in het zuiden van Noorwegen met ongeveer 2300 inwoners. Geilo behoort tot de gemeente Hol. Het ligt aan het meer de Ustedalsfjorden.
Geilo is vooral bekend als skigebied, met 39 pistes, 20 skiliften en zo'n 220 km aan langlaufpaden. De Paralympische Winterspelen van 1980 werden gehouden in Geilo. In de zomer is het een uitgangspunt voor de Hardangervidda en Hardangerjøkulen.
Het stadje ligt in het Hallingdal, een dal met steile berghellingen aan weerskanten. Het centrum ligt op 800 meter boven zeeniveau, met het hoogste punt op 1178 meter.
Geilo ligt op 250 km van Oslo en 260 km van Bergen. Het ligt aan de spoorlijn Bergensbanen tussen Oslo en Bergen. Geilo had ook een vliegveld, maar dat is inmiddels gesloten en dient nu als kartbaan. Het dichtstbijzijnde vliegveld is nu in Fagernes.

## Geboren
- Tiril Sjåstad Christiansen (7 april 1995), freestyleskiester
- Silje Opseth (28 april 1999), schansspringster